# El lago de los cisnes (Bourne)
El lago de los cisnes es una pieza de ballet clásico con influencias de danza contemporánea con coreografía de Matthew Bourne que fue estrenada en el Teatro de Sadler's Wells de Londres en 1995. Ha disfrutado de dos exitosas giras en el Reino Unido y cautivado al público en Los Ángeles, Europa, Australia y Japón. El ballet está basado libremente en el ballet romántico ruso El lago de los cisnes, de la que toma la música de Chaikovski y de las grandes líneas de la trama. El ballet es especialmente conocido por tener los papeles de los cisnes bailados por hombres en lugar de mujeres.
El ballet ha demostrado ser un enorme éxito, con giras de compañías que agotan las entradas en recintos de todo el mundo y se ha ganado una serie de prestigiosos premios. El ballet fue calificado como "un milagro" en una crítica de Time Out New York. Sin embargo, también ha sido despreciado por algunos de los que se resisten a los cambios en los estándares clásicos del ballet ruso.

## Sinopsis
Esta sinopsis está extraída de notas del programa y de la sinopsis que acompaña al DVD. El argumento de la obra gira en torno a un joven príncipe, su distante madre; y su deseo de libertad, representado por un hermoso cisne. Este escenario es una interpretación no oficial, ya que Matthew Bourne no cree en la necesidad de que sus producciones tengan escenarios, y prefiera que el público interprete la historia por sí mismo.

### Acto I
En el prólogo el Príncipe, de niño, es despertado por la pesadilla de un cisne. Su madre entra a reconfortarlo, pero al ponerse nerviosa por la intimidad de la situación se marcha, mirando por encima del hombro con indecisión.
La primera escena comienza con un ejército de ayudas de cámara y mayordomos ayudando al Príncipe a prepararse para un día de deberes oficiales.
En la segunda escena, pertrechado con su uniforme de gala, El Príncipe se aburre con el bautizo de un barco, el corte de una cinta y otras tareas simbólicas. Su madre le azuza para que mantenga las apariencias, incluso aunque le presta más atención a los soldados jóvenes y guapos que a él. Hay una transición durante esta escena, que nos lleva del niño actor que interpreta al joven Príncipe hasta el bailarín adulto que, con idéntica indumentaria, interpreta al Príncipe ya crecido. A este Príncipe ya adulto le presentan una chica desgarbada llamada "la Novia". A pesar de que es von Rothbart, su Secretario Privado, quien aparentemente fuerza el encuentro, el Príncipe disfruta de la novedad como una alternativa a su vida llena de obligaciones. La Reina encuentra a la Novia inapropiada.
En la tercera escena la Reina, uno de los soldados y admirador suyo, el Secretario Privado, el Príncipe y la Novia aparecen juntos en el palco de un teatro, desde donde asisten a un ballet que es representado tanto para el público real como para los personajes. Es una parodia dulzona y camp de un ballet romántico, en el que una princesa encantada combate a tres goblins y conquista el amor de un leñador tirolés. Los decorados espectaculares (basados en los diseños del Castillo de Falkenstein de Christian Jank), el vestuario vacuamente ornamentado, y las actuaciones melodramáticas son una burla dirigida a los ballets románticos de los que El lago de los cisnes original era un buen ejemplo. La Novia molesta a la Reina y a von Rothbart con sus reacciones exageradas a la danza, incluso dejando caer su bolso desde el palco real.
La cuarta escena nos muestra al Príncipe enfadado, bebiendo delante de un espejo en sus aposentos, lo que sorprende a su madre. A continuación se produce un pas de deux casi violento en el que él suplica su atención y su amor, mientras que ella lo rechaza con determinación.
Este rechazo lleva al Príncipe a las calles y al Bar Swank; una discoteca al estilo de los 70, en las escenas quinta y sexta. A partir de este punto la coreografía se desvía más notablemente del ballet clásico, dominando los estilos de danza moderna y jazz. El Príncipe busca el amor entre extraños, que lo rechazan.
En la séptima escena soprende a von Rothbart, el Secretario Privado, pagando a la Novia para que desaparezca. Mientras está sentado en la calle al final de la escena, el Príncipe se imagina a un grupo de cisnes volando hacia él, pero la visión se desvanece rápidamente. Es el primer indicio del descenso del Príncipe hacia la locura.

### Acto II
Deprimido con la idea de que nunca encontrará el amor, el Príncipe contempla el suicidio en el segundo acto, pero es salvado por la visión de unos hermosos cisnes en el lago de un parque público. Este acto es la adaptación más directa del argumento original de El lago de los cisnes, pero al mismo tiempo contiene los elementos más polémicos del ballet, debido a los cambios estilísticos y de reparto. Los bailarines muestran a los cisnes como animales arrogantes y agresivos en lugar de los cisnes delicados y sentimentalizados tradicionalmente interpretados por bailarinas. Se descartan las diademas y los tutús blancos tradicionales; reemplazados por torsos desnudos, pantalones hasta la rodilla y emplumados, y maquillaje facial negro y agresivo. Rechazado al principio por el Cisne líder, al final el Príncipe es aceptado en un abrazo amoroso. Éste siempre ha sido el deseo del Príncipe, y el acto termina con una felicidad triunfante. Entonces los cisnes se alejan volando. No queda completamente claro si el Príncipe realmente ha tenido trato con los cisnes o si éstos son solo producto de su imaginación.

### Acto III
La primera escena comienza con la llegada de las princesas de varias naciones Europeas y sus escoltas a las puertas de palacio para un gran baile. La Novia se cuela entre ellos.
La segunda escena tiene lugar en un salón de baile proto-fascista, donde gigantescos candeleros sostenidos por puños recuerdan a aquellos de La bella y la bestia de Jean Cocteau. Comienza con la llegada de la Reina y el Príncipe, pero degenera rápidamente en una bacanal de bebida y provocaciones lascivas. En ese momento es cuando llega el hijo de von Rothbart, carismático y sexualmente agresivo, vestido con pantalones de cuero negro: que intensifica incluso más la tensión sexual al flirtear con toda mujer presente, incluida la Reina.
Al igual que en El lago de los cisnes original, donde normalmente (aunque no siempre) la misma bailarina interpreta al cisne blanco (Odette) y al negro (Odile), en esta versión el mismo bailarín interpreta al cisne blanco y al joven von Rothbart, vestido de cuero negro. El Príncipe observa algo de su amado Cisne en el chico, y se ve tan atraído por su bravuconería y su magnetismo animal como lo repulsa su lujuria. Durante unos números de bailes con rozamiento y una secuencia de bailes nacionales, se hace evidente que la Reina se ve poderosamente atraída por el hijo de von Rothbart. Su padre, el Secretario Privado, lo observa todo con una satisfacción triunfante. Pero el Príncipe, en un pas de deux también intenta acercarse al joven von Rothbart, solo para ser despreciado. El Príncipe se refugia en su propia mente y se imagina una danza íntima con él, pero la confusión del Príncipe disturba la fantasía; y los movimientos del hijo cambian rápidamente de eróticos a violentos. El Príncipe se imagina al resto de los invitados al baile riéndose y burlándose de él. La Reina y el joven von Rothbart se abrazan y comienzan a besarse, demostrando que ella lo acepta como amante. Sobrecogido por sus sentimientos encontrados, el Príncipe saca una pistola y amenaza con disparar a su madre. En la consiguiente algarada la Novia intenta disuadir al Príncipe, mientras que el Secretario Privado saca su propia pistola y apunta al Príncipe. Suenan disparos, la Novia y el Príncipe caen al suelo, pero solo la Novia ha resultado herida. Yace inconsciente en el suelo, y se llevan al Príncipe a rastras; mientras la Reina se arroja en brazos del joven von Rothbart. Le entrega la pistola que ha cogido del Príncipe a su padre, mientras ambos ríen.

### Acto IV
En el último acto de El lago de los cisnes de Matthew Bourne se considera que el Príncipe ha perdido el juicio y es confinado en un asilo, en una habitación con una ventana alta y barrotes. Allí es tratado por un doctor y un equipo de enfermeras que llevan máscaras que recuerdan a la cara de la Reina, en una escena similar a aquella en la que la Reina lo viste al principio de la obra. De nuevo, la Reina es incapaz de demostrar amor por su hijo.
El Príncipe se arrastra hacia la cama y parece dormir. Sin embargo, comienza a retorcerse mientras sueña con un grupo de cisnes que emergen desde debajo y detrás de su cama, danzando amenazadoramente a su alrededor. Sus movimientos espasmódicos y su expresión torturada transmiten la lucha del Príncipe para soportar la realidad y la fantasía. El Cisne líder emerge entonces desde dentro de la cama del Príncipe; y no queda claro si esto está pasando en realidad o es simplemente otra de sus visiones. El Cisne baila con el Príncipe, antes de que el resto de los cisnes entren a escena y se enfrenten al Cisne líder cuando éste deja claro que valora su relación con el Príncipe más que la compañía de sus congéneres. Separan a los dos y comienzan a atacar al Príncipe antes de que el Cisne salte para salvarlo. Los cisnes entonces comienzan a atacar a su antiguo líder. El Príncipe, a pesar de sus esfuerzos, es demasiado débil para salvar a su amigo. Desolado, el Príncipe llora y se derrumba en la cama. Después la Reina encuentra el cuerpo muerto de su hijo y rompe a llorar. Sin embargo, es en la muerte donde el Príncipe y el Cisne pueden estar juntos; vemos una escena sobre la acción principal que muestra al Cisne abrazando al joven Príncipe del Acto Primero.

## Imaginería e innovación
El lago de los cisnes original se basada en la historia de Ondina, un mito con un tema común en el Romanticismo que fue adaptado por Hans Christian Andersen para su historia La sirenita. Ondina era una hermosa e inmortal ninfa acuática, y la única amenaza a su felicidad eterna consistía en que si se enamoraba de un mortal y tenía un hijo suyo perdería su inmortalidad. Ondina, por supuesto, se enamoró de un arrojado caballero, Sir Lawrence, y se casaron, con el caballero prometiéndola amor y devoción inquebrantables con cada aliento. Un año después de la boda Ondina le dio un hijo a Lawrence, y desde ese momento comenzó a sufrir los efectos de la edad. Al irse perdiendo la belleza de Ondina, Lawrence perdió interés en ella.
Una tarde Ondina caminaba cerca de unos establos cuando escuchó los familiares ronquidos de su marido. Cuando entró al establo, vio a Sir Lawrence yacendo en brazos de otra mujer. Despertó a su marido a patadas y lo maldijo de tal manera que tendría aliento mientras permaneciera despierto, pero si alguna vez se dormía su aliento se perdería y el moriría.
Según Alastair Macaulay (antiguo crítico de danza de The Times Literary Supplement y principal crítico teatral del Financial Times, actualmente crítico de danza para el The New York Times), el mito de Ondina se corresponde con una imagen de ansiedad psico-sexual: la ninfa es una imagen desesperada de virginidad reprimida, temerosa de no poder alcanzar nunca la plenitud de su femineidad; mientras que la némesis femenina que arrastra a su marido al mal camino representa el poder confiado y seductor que amenaza sus esperanzas. La historia tiene un doble filo: el protagonista humano, al amar a la ninfa, transgrede contra su propia especie y puede ser castigado. Habiéndola traicionado una vez, si vuelve con ella su beso le traerá la muerte; de hecho, puede ser que este amor-en-la-muerte lo que el hombre más desea.
La versión de Matthew Bourne de El lago de los cisnes reinterpreta radicalmente el mito. El foco del ballet se traslada desde el personaje de Ondina hacia el hombre -  el Príncipe. Es el Príncipe el que lucha contra la represión y anhela la libertad, y quien necesita amor para sentirse seguro. Además, no es el mortal quien es infiel con la ninfa. Más bien es el Cisne quien en el Acto Segundo expresa amor hacia el Príncipe, traicionándolo con el joven von Rothbart en el Acto Tercero y finalmente volviendo a él en el Acto Cuarto. Sin embargo, como en el mito de Ondina, el pecado de traición solo puede expiarse con la muerte.

## Premios
El lago de los cisnes de Matthew Bourne ha sido galardonado con más de 30 premios, incluyendo:
- 1996 — Premio Laurence Olivier a mejor producción coreográfica nueva.
- 1996-97 — Premio de danza Time Out
- 1997 — Los Angeles Drama Critics Circle Award a mejor coreografía.[6]
- 1999 — Premio Astaire por la excelencia en la danza en Broadway.
- 1999 — Premios Tony a mejor director de musical, mejor coreografía y mejor diseño de vestuario.

| Premio       | Año  | Categoría                 | Receptor(es)    |
| ------------ | ---- | ------------------------- | --------------- |
| Premios Tony | 1999 | Mejor dirección musical   | Matthew Bourne  |
| Premios Tony | 1999 | Mejor coreografía         | Matthew Bourne  |
| Premios Tony | 1999 | Mejor diseño de vestuario | Lez Brotherston |

## En la cultura popular
En la escena final de la película Billy Elliot (2000) se muestra al personaje principal, Billy, interpretado por Adam Cooper, como adulto ejecutando el papel de cisne principal.